# Crotaphopeltis tornieri
Crotaphopeltis tornieri is een slang uit de familie toornslangachtigen (Colubridae) en de onderfamilie Colubrinae.

## Naam en indeling
De wetenschappelijke naam van de soort werd voor het eerst voorgesteld door Franz Werner in 1908. Oorspronkelijk werd de wetenschappelijke naam Leptodira tornieri gebruikt. De wetenschappelijke soortaanduiding is een eerbetoon aan de Duitse zoöloog Gustav Tornier (1858-1938).

## Verspreiding en habitat
Crotaphopeltis tornieri komt voor in Afrika: in Tanzania en Malawi, en komt vooral voor in berggebieden, zoals het Usambara-gebergte, het Uluguru-gebergte en het Rungwe-gebergte in Tanzania.
De habitat bestaat uit vochtige tropische en subtropische bossen, zowel in laaglanden als in berggebieden. De soort is aangetroffen op een hoogte van ongeveer 200 tot 1900 meter boven zeeniveau.

## Beschermingsstatus
Door de internationale natuurbeschermingsorganisatie IUCN is de beschermingsstatus 'veilig' toegewezen (Least Concern of LC).